# Vadonia insidiosa
Vadonia insidiosa är en skalbaggsart som beskrevs av Holzschuh 1984. Vadonia insidiosa ingår i släktet Vadonia och familjen långhorningar. Inga underarter finns listade i Catalogue of Life.